# Матеуччи, Франсиско
Франси́ско Мате́уччи (исп. и итал. Francisco Mateucci; 16 мая 1903, Монтевидео — 14 апреля 1995) — уругвайский футбольный судья. Работал на матчах первого чемпионата мира. В качестве главного судьи обслуживал встречу сборных Югославии и Боливии. В свои 27 лет Матеуччи был самым молодым судьёй на турнире.
На первом турнире Кубка мира ФИФА в 1930 году Франсиско Матеуччи провел также 2 матча в качестве лайнсмена.
14 июля в матче Румыния — Перу он в паре с бельгийцем Джоном Лангенусом был ассистентом у рефери Алберто Варнкен из Чили. В том матче впервые в истории чемпионатов мира футболист был удалён с поля (перуанец Пласидо Галиндо). Также в матче Румыния — Перу был зафиксирован первый в истории чемпионатов мира по футболу гол, забитый на первой минуте матча (автор румын Адальберт Дешу на 50-й секунде).
20 июля в матче Бразилия — Боливия Франсиско Матеуччи и Гаспар Вальехо (Мексика) были лайнсменами, судил матч француз Жорж Бальве. В этом матче пара лайнсменов оказалась самой молодой в истории турниров Кубка мира ФИФА — мексиканцу Гаспару Вальехо было 28 полных лет.
ФИФА ошибочно указывает, что Матеуччи был лайнсменом и 13 июля в матче Бельгия — США. Но все документы, газетные отчеты, а главное — фото арбитров перед матчем с капитанами команд явно указывают, что одним из лайнсменов в том матче был другой уругвайский судья, а именно глава Уругвайской ассоциации арбитров Гуальберто Алонсо. Судил тот матч аргентинец Хосе Масиас, вторым лайнсменом был чилиец Альберто Варнкен.